# Rhabdotis aulica
Rhabdotis aulica es una especie de coleóptero polífago de la familia Scarabaeidae propia de África. Los escarabajos adultos miden aproximadamente 25 mm de largo y se alimentan de flores y fruta, poniendo sus huevos en el estiércol del ganado de vacas y cabras.